# Prix national de clôture 2017
La 84e édition du Prix national de clôture a eu lieu le 17 octobre 2017. Elle fait partie du calendrier UCI Europe Tour 2018 en catégorie 1.1. La course est remportée par le Néerlandais Arvid de Kleijn (Baby-Dump) avec un temps de 3 h 46 min 57 s. Il est suivi dans le même temps par son compatriote Coen Vermeltfoort (Roompot-Nederlandse Loterij) et par le Belge Timothy Dupont (Verandas Willems-Crelan).

## Équipes
Classé en catégorie 1.1 de l'UCI Europe Tour, le Prix national de clôture est par conséquent ouvert aux UCI WorldTeams dans la limite de 50 % des équipes participantes, aux équipes continentales professionnelles, aux équipes continentales et aux équipes nationales.
Dix-huit équipes participent à ce Prix national de clôture : deux WorldTeams, cinq équipes continentales professionnelles et onze équipes continentales.
| WorldTeams (2)- Lotto-Soudal - Lotto NL-Jumbo Équipes continentales professionnelles (5)- WB-Veranclassic-Aqua Protect - Roompot-Nederlandse Loterij - Sport Vlaanderen-Baloise - Wanty-Groupe Gobert - Verandas Willems-Crelan Équipes continentales (11)- Cibel-Cebon - Delta Cycling Rotterdam - Metec-TKH-Mantel - Monkey Town Continental - Pauwels Sauzen-Vastgoedservice - SEG Racing Academy - T.Palm-Pôle Continental Wallon - Tarteletto-Isorex - Differdange-Losch - Team Sauerland NRW p/b Henley & Partners - Baby-Dump |
| |

## Classements

### Classement final
La course est remportée par le Néerlandais Arvid de Kleijn (Baby-Dump) qui a parcouru les 183,6 kilomètres en 3 h 46 min 57 s, soit à une vitesse moyenne de 48,54 kilomètres par heure. Il est suivi dans le même temps par son compatriote Coen Vermeltfoort (Roompot-Nederlandse Loterij) et par le Belge Timothy Dupont (Verandas Willems-Crelan). Sur les cent-vingt-huit coureurs qui prennent le départ, cent-dix terminent la course, dont soixante-quinze dans le sprint massif.
| \| Classement général \| Classement général \| Classement général \| Classement général \| Classement général \| \| Coureur \| Coureur \| Pays \| Équipe \| Temps \| \| ------------------ \| ------------------ \| ------------------ \| ---------------------------- \| ------------------ \| \| 1er \| Arvid de Kleijn \| Pays-Bas \| Baby-Dump \| 3 h 46 min 57 s \| \| 2e \| Coen Vermeltfoort \| Pays-Bas \| Roompot-Nederlandse Loterij \| + 0 s \| \| 3e \| Timothy Dupont \| Belgique \| Verandas Willems-Crelan \| + 0 s \| \| 4e \| Robin Stenuit \| Belgique \| Wanty-Groupe Gobert \| + 0 s \| \| 5e \| Roy Jans \| Belgique \| WB-Veranclassic-Aqua Protect \| + 0 s \| \| 6e \| Jelle Mannaerts \| Belgique \| Tarteletto-Isorex \| + 0 s \| \| 7e \| Kenny Dehaes \| Belgique \| Wanty-Groupe Gobert \| + 0 s \| \| 8e \| Bert Van Lerberghe \| Belgique \| Sport Vlaanderen-Baloise \| + 0 s \| \| 9e \| Christophe Noppe \| Belgique \| Sport Vlaanderen-Baloise \| + 0 s \| \| 10e \| Jarl Salomein \| Belgique \| Sport Vlaanderen-Baloise \| + 0 s \| |                    |          |                              |                 |
| |                    |          |                              |                 |
| Sources : ProCyclingStats Cycling Quotient Cycling Archives |                    |          |                              |                 |
| Classement général |                    |          |                              |                 |
| Coureur | Coureur            | Pays     | Équipe                       | Temps           |
| 1er | Arvid de Kleijn    | Pays-Bas | Baby-Dump                    | 3 h 46 min 57 s |
| 2e | Coen Vermeltfoort  | Pays-Bas | Roompot-Nederlandse Loterij  | + 0 s           |
| 3e | Timothy Dupont     | Belgique | Verandas Willems-Crelan      | + 0 s           |
| 4e | Robin Stenuit      | Belgique | Wanty-Groupe Gobert          | + 0 s           |
| 5e | Roy Jans           | Belgique | WB-Veranclassic-Aqua Protect | + 0 s           |
| 6e | Jelle Mannaerts    | Belgique | Tarteletto-Isorex            | + 0 s           |
| 7e | Kenny Dehaes       | Belgique | Wanty-Groupe Gobert          | + 0 s           |
| 8e | Bert Van Lerberghe | Belgique | Sport Vlaanderen-Baloise     | + 0 s           |
| 9e | Christophe Noppe   | Belgique | Sport Vlaanderen-Baloise     | + 0 s           |
| 10e | Jarl Salomein      | Belgique | Sport Vlaanderen-Baloise     | + 0 s           |